# Parapenaeus kensleyi
Parapenaeus kensleyi is een tienpotigensoort uit de familie van de Penaeidae. De wetenschappelijke naam van de soort is voor het eerst geldig gepubliceerd in 2005 door Crosnier.